# Philacra auriculata
Philacra auriculata là một loài thực vật có hoa trong họ Ochnaceae. Loài này được Dwyer miêu tả khoa học đầu tiên năm 1944.